# Запорізький район (1965—2020)
Запорі́зький райо́н — колишній район на північному заході Запорізької області. Районний центр: Запоріжжя. Населення становить 56,8 тис осіб (2019). Площа району — 1460 км². Утворено 1965 року.

## Географія
Загальна площа району становить 1462,02 км², географічно він розташований по берегах річки Дніпро навколо міста Запоріжжя. На правому березі район межує з Дніпропетровською областю, а на лівому — з Вільнянським, Оріхівським і Василівським районами Запорізької області. 
Клімат помірно — континентальний. Запорізький район розташований в зоні ризикованого землеробства.

### Ландшафти
За фізико-географічним районуванням Запорізької області, район лежить у межах Південно-Придніпровської схилово-височинної області Дністровсько-Дніпровський краю (Правобережжя) і Кінсько-Ялинської низовинної області Лівобережно-Дніпровсько-Приазовського північно-степового краю (Лівобережжя) Північно-степової підзони Степової зони.

## Історія
Район утворений (відновлений) 4 січня 1965 року. До того також існував у 1923—1930 і 1939—1962 роках (до січня 1926 мав назву Вознесенський, з 1945 — Хортицький (Верхньо-Хортицький), а в 1929—1930 мав статус німецького національного).

## Адміністративний устрій
Адміністративно-територіально район поділяється на 3 селищні ради і 16 сільських рад, які об'єднують 71 населених пунктів та підпорядковані Запорізькій районній раді. Адміністративний центр — місто Запоріжжя, яке є містом обласного значення та не входить до складу району.

## Населення
Розподіл населення за віком та статтю (2001)
| Стать | Всього | До 15 років | 15-24 | 25-44 | 45-64 | 65-85 | Понад 85 |
| --- | ------ | ----------- | ----- | ----- | ----- | ----- | -------- |
| Чоловіки | 25 354 | 4487        | 3739  | 7289  | 6724  | 3006  | 109      |
| Жінки | 29 447 | 4244        | 3553  | 7428  | 8086  | 5676  | 460      |
| \| Статево-вікова піраміда \| Статево-вікова піраміда \| Статево-вікова піраміда \| \| ----------------------- \| ----------------------- \| ----------------------- \| \| Чоловіки \| Вік \| Жінки \| \| 109 \| 85 + \| 460 \| \| 174 \| 80-84 \| 598 \| \| 614 \| 75-79 \| 1423 \| \| 1195 \| 70-74 \| 2108 \| \| 1023 \| 65-69 \| 1547 \| \| 1971 \| 60-64 \| 2714 \| \| 979 \| 55-59 \| 1277 \| \| 1718 \| 50-54 \| 1885 \| \| 2056 \| 45-49 \| 2210 \| \| 2103 \| 40-44 \| 2220 \| \| 1865 \| 35-39 \| 1920 \| \| 1635 \| 30-34 \| 1609 \| \| 1686 \| 25-29 \| 1679 \| \| 1814 \| 20-24 \| 1640 \| \| 1925 \| 15-20 \| 1913 \| \| 1931 \| 10-14 \| 1869 \| \| 1447 \| 5-9 \| 1375 \| \| 1109 \| 0-4 \| 1000 \| |        |             |       |       |       |       |          |
| Статево-вікова піраміда |        |             |       |       |       |       |          |
| Чоловіки | Вік    | Жінки       |       |       |       |       |          |
| 109 | 85 +   | 460         |       |       |       |       |          |
| 174 | 80-84  | 598         |       |       |       |       |          |
| 614 | 75-79  | 1423        |       |       |       |       |          |
| 1195 | 70-74  | 2108        |       |       |       |       |          |
| 1023 | 65-69  | 1547        |       |       |       |       |          |
| 1971 | 60-64  | 2714        |       |       |       |       |          |
| 979 | 55-59  | 1277        |       |       |       |       |          |
| 1718 | 50-54  | 1885        |       |       |       |       |          |
| 2056 | 45-49  | 2210        |       |       |       |       |          |
| 2103 | 40-44  | 2220        |       |       |       |       |          |
| 1865 | 35-39  | 1920        |       |       |       |       |          |
| 1635 | 30-34  | 1609        |       |       |       |       |          |
| 1686 | 25-29  | 1679        |       |       |       |       |          |
| 1814 | 20-24  | 1640        |       |       |       |       |          |
| 1925 | 15-20  | 1913        |       |       |       |       |          |
| 1931 | 10-14  | 1869        |       |       |       |       |          |
| 1447 | 5-9    | 1375        |       |       |       |       |          |
| 1109 | 0-4    | 1000        |       |       |       |       |          |

За переписом 2001 року розподіл мешканців району за рідною мовою був наступним:
- українська — 83,85 %
- російська — 15,43 %
- білоруська — 0,18 %
- вірменська — 0,16 %
- болгарська — 0,05 %
- молдовська — 0,04 %

Населення району станом на січень 2015 року налічувало 57 983 осіб, з них міського — 17 900, сільського — 40 083 осіб.

## Економіка
В економіці району провідне місце належить сільськогосподарському виробництву. В галузевій структурі сільського господарства рослинництво становить 70 %, тваринництво — 29 %.
Основними галузями рослинництва є вирощування зернових (озима пшениця, ячмінь, овес, гречка, кукурудза), вирощування олійних культур (соняшник, ріпак) та овочівництво.
У тваринництві основні галузі це м'ясо-молочне скотарство, свинарство та птахівництво.
Основні галузі виробництва району сільськогосподарське машинобудування, промисловість вапнякових, гіпсових і місцевих в'яжучих матеріалів, лікеро-горілчане виробництво.
У районі працює унікальний завод з очищення й доробки зерна хлібних й олійних культур ЗАТ «Гібрид С». Успішно діють понад 990 малих підприємств.

### Промислові підприємства
- Імідж Холдинг, Дочп АК «Імідж Холдинг Апс»
- ЗАТ «Індустрія»
- ТОВ «Запорізький Металургійний Альянс»
- Запорізький Асфальтобетонний Завод

### Сільськогосподарські підприємства
- ТОВ Зерноторгівельна Компанія «Бліц»
- ТОВ Агрофірма «Лисогірська»
- ТОВ «Агроприват»
- ДП Дослідне Господарство «Новатор» Інституту Олійних Культур УААН,
- ТОВ «Бакай-Агро»
- ТОВ «Оріс-Нива»
- ТОВ «Дружба»

## Транспорт

### Автотранспорт
В Запорізькому районі налічується автошляхів загального користування протяжністю — 355,7 км. Через територію району проходить ряд стратегічних трас, таких як: М18E105 (Харків — Сімферополь — Севастополь), Н08 (Бориспіль — Дніпро — Запоріжжя — Маріуполь), Н23 (Кропивницький — Кривий Ріг — Запоріжжя) та територіального значення Т 0806 (Запоріжжя — Біленьке).
На території району пасажирські перевезення автомобільним транспортом здійснюють спеціалізовані автотранспортні підприємства. Населення району правобережної частини району перевозиться транспортом ВАТ «Автотранс Хортиця», ПП «Транс—Експрес», а населення лівобережної частини району перевозиться автотранспортом ВАТ «АТП-12327», ПП «Транс-Експрес», ТОВ «Альфа Транс», ТОВ «Альянс-Авто».
На території району діють приміські автобусні маршрути загального користування, що виходять за межі території району і тому відповідно до чинного законодавства, проведення конкурсів на перевезення пасажирів на маршрутах належить до компетенції облдержадміністрації.

### Залізничний транспорт
Через територію району проходять залізничні магістралі:
- правобережної частини району на Кривий Ріг — Київ;
- лівобережної частини району у південному напрямку на Крим;
- у південно-східному напрямку на Пологи — Бердянськ / Маріуполь.

Пасажиро- та вантажоперевезення обслуговують такі станції: Запоріжжя I, Запоріжжя II, Запоріжжя-Ліве, Дніпробуд II, Канцерівка, Хортиця, Передатна, Ростуща, Лежине, Кушугум, Канкринівка.

### Авіаційний транспорт
Найближчий міжнародний аеропорт м. Запоріжжя. На території району розташований державний навчально-виробничий заклад авіаційного профілю Запорізький центр льотної підготовки ім. Маршала авіації О. І. Покришкіна.

### Річковий та морський транспорт
Найближчий річковий порт — Запорізький річковий порт.
Найближчий морський порт — Бердянський морський торговельний порт.

## Соціальна сфера
Кількість закладів освіти 36:
- 25 середніх навчальних закладів:
- 21 загальноосвітніх шкіл І-ІІІ ступенів,
- (в тому числі 8 навчально-виховних комплексів),
- 3 загальноосвітніх шкіл І-ІІ ступенів,
- школа робітничої молоді при Біленьківській виправній колонії № 99.

На території району функціонує:
- філія Ногайського агротехнікуму;
- 11 дошкільних виховних закладів.

У районі налічується 59 закладів культури:
- 27 бібліотек;
- 3 бібліотек з розширеною формою діяльності;
- 16 будинків культури;
- 11 клубів;
- 1 музична школа;
- районний методично-організаційний центр;

На території району діють:
- 4 музеї на громадських засадах;
- 1 дитячо—юнацька спортивна школа Запорізької ради кооперативно-профспілкового фізкультурно—спортивного товариства «Колос».

На території району знаходяться 18 кіноустановок.
Кількість закладів охорони здоров'я — всього: 41
- центральна районна лікарня — 1;
- амбулаторії сімейного типу — 11;
- ФАПи — 9;
- дільнична лікарня с. Біленьке — 1;
- міська поліклініка смт. Кушугум — 1;
- ФП — 18

## Території та об'єкти природно-заповідного фонду

### Ботанічні заказники
Балка Виноградна, Балка Вовча, Балка Канцерівська, Балка Пушинська, Балка Трушевська, Острів Таволжанін, Солов'їна роща, Цілинна ділянка.

### Ентомологічні заказники
Урочище Олень, Цілинна балка.

### Ландшафтні заказники
Балка Гадюча, Балка Малишевська, Балка Ручаївська, Балка Хуторська, Верхів'я балки Канцерівська, Володимирівський, Ґрунтозахисне лісонасадження, Томаківський.

### Ботанічні пам'ятки природи
Балка Крилівка, Вікове дерево глоду з ділянкою змішаного лісу, 300 років, Вікове дерево глоду з ділянкою змішаного лісу, 400 років, Група вікових дубів, Цілинна ділянка балки Канцерівська, Урочище Пристіни (загальнодержавного значення).

### Геологічні пам'ятки природи
Саур-могила.

### Комплексні пам'ятки природи
Балка Лукашева, Лиса гора.

### Заклади культури і мистецтв
1. Запорізький районний будинок культури
2. Канівський сільський історичний музей
3. Розумівський сільський історичний музей

### Історико-архітектурні споруди
1. Комплекс споруд садиби Миклашевських
2. Комплекси споруд поселень колоністів-менонітів

### Садиби сільського туризму, етносадиби
1. Садиба сільського туризму, с. Широке
2. «Панська хата», с. Розумівка
3. Етноподвір'я менонітів, с. Ручаївка

## Політика
25 травня 2014 року відбулися Президентські вибори України. У межах Запорізького району були створені 44 виборчі дільниці. Явка на виборах складала 54,65 % (проголосували 24 722 із 45 233 виборців). Найбільшу кількість голосів отримав Петро Порошенко — 39,43 % (9 749 виборців); Юлія Тимошенко — 11,89 % (2 939 виборців), Сергій Тігіпко — 11,17 % (2 761 виборців), Вадим Рабінович — 7,20 % (1 780 виборців), Олег Ляшко — 5,97 % (1 477 виборців), Анатолій Гриценко — 5,72 % (1 413 виборців).